# 乔恩·考恩凯克
乔恩·弗朗西斯·考恩凯克（英語：Jon Francis Koncak，1963年5月17日—），美国前男子职业篮球运动员，曾效力于NBA联盟。他在1985年的NBA选秀中第1轮第5顺位被亚特兰大鹰选中。